# Perdita dolanensis
Perdita dolanensis là một loài Hymenoptera trong họ Andrenidae. Loài này được Neff mô tả khoa học năm 2003.